# Asplenium breynii
Asplenium breynii là một loài dương xỉ trong họ Aspleniaceae. Loài này được Retz. mô tả khoa học đầu tiên năm 1779.
Danh pháp khoa học của loài này chưa được làm sáng tỏ. 